# Salcito
Salcito è un comune italiano di 648 abitanti della provincia di Campobasso in Molise.

## Geografia fisica
Salcito è un territorio di bassa montagna situato a 678 metri sul livello del mare, a ridosso di Monte Lungo. Dal centro abitato si scende a picco presso una strada asfaltata di circa 4 km verso il fiume Trigno, lungo il quale si snoda la fondovalle omonima, che permette di raggiungere agevolmente le città di Isernia e di Vasto e altri comuni tra cui Bagnoli del Trigno, Pietrabbondante, Poggio Sannita, Agnone, Schiavi d'Abruzzo, Belmonte del Sannio e in lontananza Capracotta. Il paese è parte del Parco delle Morge Cetozoniche del Molise.

## Storia
Il nome del comune di Salcito deriva probabilmente dalla natura idrogeologica del territorio su cui sorge l'abitato, dove ci sono numerose sorgenti che consentivano l'esistenza di alberi bisognosi d'acqua come i salici (o salci). È probabile che sia stato fondato come avamposto fortificato al tempo del duca longobardo Adalgiso o Adelchi di Benevento, il quale, nell'anno 878, pose l'assedio ed espugnò la vicina Trivento caduta in mano ai Saraceni. Nella stessa epoca longobarda è citato un Salectu presso il fiume Sangro, ma è più plausibile che si riferisse alla località Saletta di Castel del Giudice. Ai tempi dei Normanni e degli Svevi era invece chiamato Salicitum, nel secolo XV Castrum Saliciti ed infine, nei secoli successivi Salceto.
I suoi edifici medievali furono sicuramente distrutti dal grande terremoto del 1456 che rase al suolo Agnone, tanto che il suo maggiore edificio storico civile costituito dal palazzo baronale Mascione fu edificato nel 1492. Gli studi condotti finora per la conoscenza della storia di Salcito, hanno rilevato che Salcito ha fatto parte di un complesso di feudi che si estendevano tra la Valle del Trigno e quella del Biferno di cui era proprietario Nicola d'Evoli. A partire dalla fine del Quattrocento, Salcito passò ai feudatari Di Capua, poi ai De Regina e agli Spina. Fu il marchese Paolo Francone nel 1653 ad acquistare il feudo di Salcito e a farlo diventare il centro di tutti i possedimenti della famiglia Francone in Molise.

### Simboli
Nello stemma è raffigurata una corona d'oro, in campo rosso, posta al di sopra di un monte d'argento: questo è il profilo di Monte Lungo, che si trova a ridosso del paese ed è attraversato da una fascia ondulata di colore azzurro che rappresenta il fiume Trigno.

## Monumenti e luoghi d'interesse

### Architetture religiose
- Chiesa di San Basilio Magno: era in origine un maniero medievale risalente al IX secolo. Il campanile a torre della chiesa è sormontato da un tamburo ottagonale con archi e cuspide a cono. L'interno a navata unica ha costoloni di pietra per suddividere le volte a crociera. La chiesa, profondamente modificata nella facciata nel XVI secolo, possiede una pianta rettangolare, inoltre la facciata ha due finestre quadrate laterali e un portale rinascimentale. Al suo interno vi sono reperti archeologici rinvenuti nel territorio di Salcito: un capitello, decorato con motivi vegetali di epoca romanica e una base tronca con quattro tortiglioni.

- Chiesa di San Rocco: chiamata anche "chiesa dei finestroni" dalla popolazione, si presenta poco sotto quella di San Basilio Magno, al termine della scalinata che conduce al borgo. Tale costruzione, voluta agli inizi dell’800 dal parroco Don Antonio Lalli in quanto quella di San Basilio era divenuta troppo piccola, fu realizzata in prima persona dai salcitani che, giorno dopo giorno, portavano in spalla o sulla testa, una pietra o un mattone. Nel 1832, però, con la morte del parroco, la costruzione si arrestò e la chiesa rimase senza mura esterne e tetto. Agli inizi del 2000, però, grazie ad un finanziamento, furono terminati i lavori e la chiesa fu finalmente consacrata.[7]

- Chiesa di Santa Maria delle Grazie: si trova nella piazza principale. È divisa in due navate: la maggiore costruita nel 1813, la minore verso il 1840, sull'area di una cappella omonima preesistente. Apparteneva alla Congregazione dei morti. Presenta due navate edificate in periodi diversi, di forma rettangolare e muratura in pietra intonacata.

- Chiesa di San Lorenzo: sita nella contrada di Pietravalle presso la famosa Morgia, si presenta particolare per la sua forma e nacque dall'esigenza del parroco di avere un luogo di culto ma anche un punto di incontro e di unione per le famiglie residenti nella zona. I lavori iniziarono nel 1998; l'intitolazione al Santo è stata determinata da un documento nell'archivio vescovile di Trivento che attestava l'esistenza, in epoca remota, di un'abbazia nella contrada intitolata a San Lorenzo. La realizzazione di questa "piccola realtà" ha portato così a compimento il sogno del marchese Paolo Francone il quale, prima di morire, desiderava rivedere ricostruita l'abbazia di San Lorenzo. Ogni anno il 10 agosto, in onore del Santo, si organizzano delle sagre sul posto con la partecipazione di centinaia di persone.

- Chiesa di San Nicola di Bari: la data di costruzione è incerta. È stata completamente restaurata nel 1897[8] a causa del terremoto del 1805.

### Architetture civili
- Palazzo Mascione: un edificio nobiliare ubicato nel primo nucleo urbano arroccato sullo sperone. Nel corso del XIX secolo è stata sostituita parte dell'edilizia originaria con la realizzazione di edifici dalle caratteristiche di palazzetti. Il palazzo si sviluppa a valle su tre livelli di piano, mentre a monte è ad un unico livello di piano. La struttura portante è in muratura di pietrame a corsi irregolari e parzialmente intonacata. La copertura è a falde. La facciata principale, quella a sud, presenta aperture simmetriche rispetto all’asse centrale con un portale in pietra con architrave ad arco a tutto sesto e basi e mensole squadrate e smussate. Sulla facciata laterale, lungo la scalinata che conduce a piazza Carracciolo, sulla chiave di volta del portale in pietra la scritta D.M. 1913[9].

- Casino del conte Agostino Caracciolo di Torchiarolo: originariamente adibito a residenza signorile estiva, è un piccolo casale di forma rettangolare che risale tra l'inizio ed il primo quarto del XX secolo e non ha subìto nessuna trasformazione nel corso degli anni. Si eleva su quattro livelli di piano: piano seminterrato con copertura a volte a crociera, piano terra, primo piano e sottotetto. La muratura portante è in pietra e mattoni pieni, la copertura a due falde con solaio in legno ed una parte a terrazzo.

- Vecchio Molino: un piccolo opificio, è ubicato nella zona di espansione avvenuta durante l’inizio del secolo scorso, è riconducibile alla prima metà del XX secolo. Si presenta come un edificio isolato e di forma rettangolare sviluppato principalmente su un unico livello di piano, solo nella parte laterale sinistra è su due livelli. La struttura portante è in muratura di pietrame e mattoni pieni intonacati con la copertura a due falde. Le aperture hanno cornici in mattoni pieni con architrave ad arco ribassato. Il coronamento è a semplice romanella di laterizi. Appoggiata alla facciata principale vi è una fontana in pietra del 1958[10].

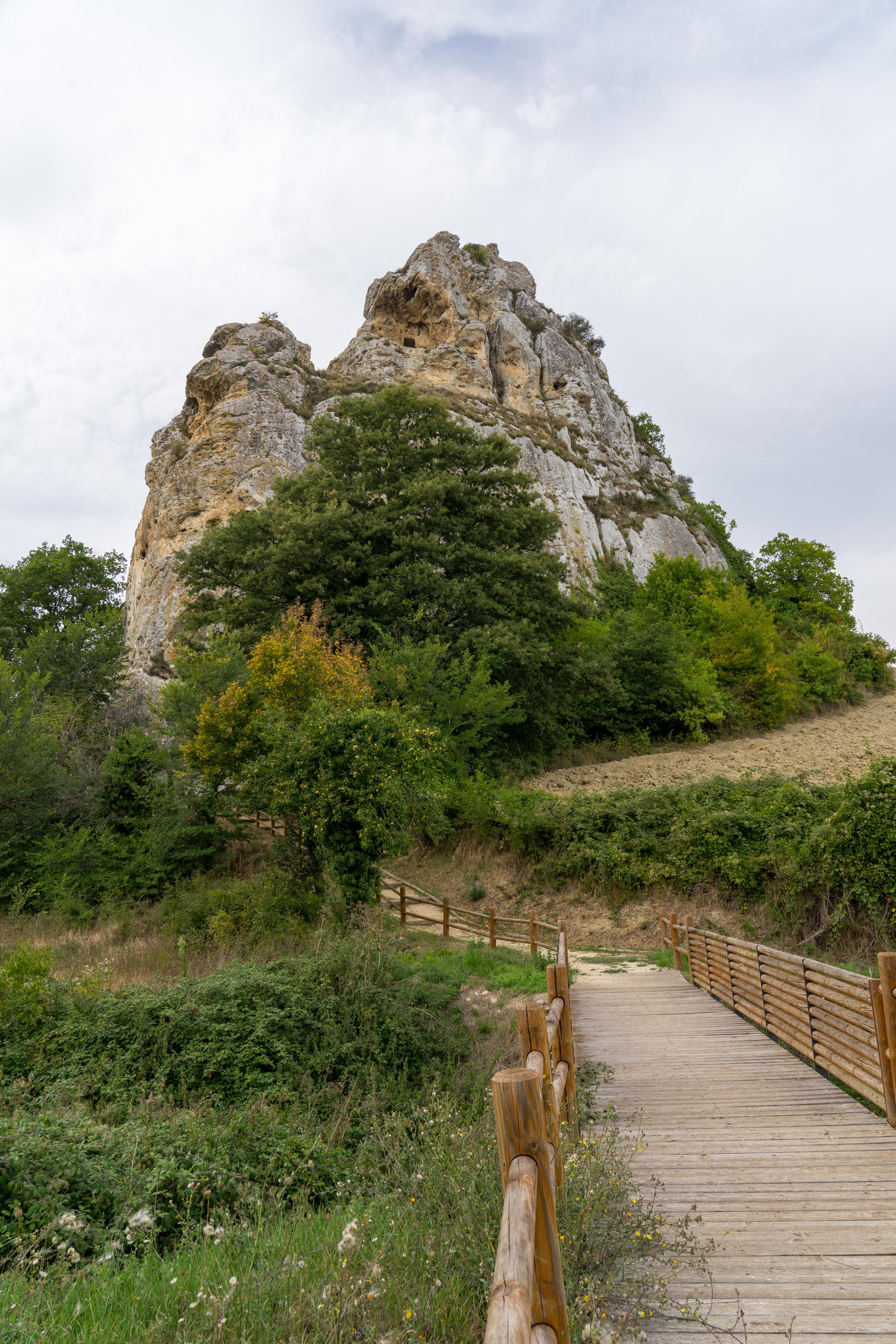
Il percorso alla Morgia dei Briganti

- Morgia dei Briganti: conosciuta anche come Morgia di Pietravalle, è un grossa roccia cenozoica poco distante dal borgo, costituita da un grosso rilievo di montagna che si estende verso l'alto, la cui caratteristica principale è la presenza di cavità artificiali; in particolare dieci sono distribuite su due livelli e sono visibili sui versanti meridionali, mentre tre sul versante settentrionale e sono state utilizzate come rifugi o dimore dei briganti nel basso medioevo per ripararsi e all'occorrenza difendersi; proprio a questo infatti deve il nome. Il sito ha, inoltre, un interesse paleontologico, poiché le calcareniti che costituiscono la Morgia sono ricche di gusci di lamellibranchi, tra cui abbondano i pettinidi ed ostreidi, rodoliti, briozoi e frammenti di gusci di echinodermi[11]. Oggi è meta turistica, è presente infatti un percorso che agevola l'arrivo a piedi alla Morgia, passando per un ampio ponte in legno.

- Pandetta: alle spalle della Chiesa di San Basilio si trova una pandetta, ovvero una pietra incastrata nelle mura recanti una scritta con indicazioni per la cottura del pane nel forno baronale. All’epoca vi era l’obbligo della decima da pagare al barone per l’utilizzo del forno (una sorta di pizzo). Le persone, per evitare questo “sfruttamento”, inventarono il metodo di cottura “sotto la coppa” che è un metodo tutto molisano.[7]
- Monumento ai caduti della prima e seconda guerra mondiale,nell'area sono presenti due mitragliatrici e un cannone[12]

### Altro
- Parco della Rimembranza: ospita la statua del Milite ignoto a terra, assieme al Monumento ai caduti, due mitraglie e un cannone. Essa ha trovato quì la sua collocazione solo dal 4 novembre 2012, nonostante sia stata commissionata nel 1940 in ricordo dei caduti di Salcito nella Grande Guerra. Tale statua è tornata alla luce grazie all'impegno di Mattia Felice (Salcito, 1922 – Roma, 2012), che negli ultimi anni della sua vita si è prodigato per darle idonea collocazione; un ruolo significativo l'hanno avuto anche la famiglia proprietaria del locale nel quale tale statua è stata custodita fino alla sua collocazione nel Parco, e il consigliere comunale Luigi Florio, che ha contribuito economicamente. Ancora ignoti restano i particolari legati alla storia di questa statua, come ad esempio il committente, lo scultore e l'occasione per la quale fu creata.

- Fonte della Cannelluccia: situata alla fine di una breve discesa dalla strada principale, a 1,3 km dal centro abitato, è una antica fonte di acqua pura e potabile immersa in un territorio piccolo e isolato, avvolto da vegetazione.

- Fonte del Trocco: meglio conosciuta con il nome dialettale Fonte del Trucc', è situata alla fine di una breve discesa dalla strada principale, a 2 km dal centro abitato. È una antica fonte di acqua pura e potabile comprensiva di due fontane, una più grande e una più piccola. Adiacente alla fonte ci sono degli scalini che portano ad una vallata con tavoli di legno per picnic.

- Tratturo Celano-Foggia, il secondo tratturo più lungo dell'Italia meridionale[13], è situato a 2,1 km dal centro abitato.

## Società

### Evoluzione demografica
Abitanti censiti

## Amministrazione
Di seguito è presentata una tabella relativa alle amministrazioni che si sono succedute in questo comune.
| Periodo           | Periodo           | Primo cittadino     | Partito                            | Carica              | Note   |
| ----------------- | ----------------- | ------------------- | ---------------------------------- | ------------------- | ------ |
| 18 giugno 1985    | 1º luglio 1990    | Domenico Di Giorgio | Partito Comunista Italiano         | Sindaco             | [ 15 ] |
| 1º luglio 1990    | 24 aprile 1995    | Giovanni Quartullo  | Democrazia Cristiana               | Sindaco             | [ 15 ] |
| 24 aprile 1995    | 14 settembre 1998 | Domenico Di Giorgio | Partito Democratico della Sinistra | Sindaco             | [ 15 ] |
| 14 settembre 1998 | 30 novembre 1998  | Giuseppe Canale     |                                    | Comm. straordinario | [ 15 ] |
| 30 novembre 1998  | 27 maggio 2003    | Vincenzo D'alisera  | lista civica                       | Sindaco             | [ 15 ] |
| 27 maggio 2003    | 15 aprile 2008    | Vincenzo D'alisera  | lista civica                       | Sindaco             | [ 15 ] |
| 15 aprile 2008    | 27 maggio 2013    | Ugo Adduocchio      | lista civica                       | Sindaco             | [ 15 ] |
| 27 maggio 2013    | 11 giugno 2018    | Ugo Adduocchio      | Una porta per il futuro            | Sindaco             | [ 15 ] |
| 11 giugno 2018    | 14 maggio 2023    | Giovanni Galli      | Cambiare Salcito                   | Sindaco             | [ 15 ] |
| 14 maggio 2023    | in carica         | Giovanni Galli      | Cambiare Salcito                   | Sindaco             | [ 15 ] |